# Dřínov (Zlín)
Dřínov (in tedesco Drzinow) è un comune della Repubblica Ceca facente parte del distretto di Kroměříž, nella regione di Zlín.